# Mjölnaren
"Mjölnaren" är en dikt av Zacharias Topelius med undertiteln "Yrkesvisa 10". Det är en fyrstrofig dikt med 10 rader i varje strof. 
Innehållet är dramatiskt och livfullt; det är mjölnaren själv som talar. Dikten börjar: "Mats, langa hit säcken att fylla i tratten!" och torde ge en god bild av 1800-talets mjölnarliv.